# Trà lễ Triều Tiên
Trà lễ Triều Tiên (darye) là một nghi thức trà lễ được phát triển ở bán đảo Triều Tiên. Đặc điểm chính của trà đạo Triều Tiên là tinh thần thoải mái tự nhiên khi thưởng thức trà, không bị ràng buộc bởi những nghi lễ cầu kỳ.

## Lịch sử
Văn bản viết đầu tiên miêu tả về trà nghi thức kể về một lễ dâng trà lên linh hồn của Thủ Lộ Vương (Suro), vị vua sáng lập thành bang Kim Quan Già Da (Geumgwan Gaya) (42-562). Các ghi chép từ thời Cao Ly (918-1392) chỉ ra rằng các lễ dâng trà lên các vị sư đáng kính đã được thực hiện tại các chùa.
Nghi thức quốc gia quan trọng có liên quan đến thưởng trà đã được các quan của viện "Tabang" chủ trì. Ít nhất là có một nghi lễ đã được ghi chép lại trong Goryeosa Yaeji, nghĩa là "Chính sử Triều Tiên", miêu tả rằng lễ trà này là một phần trong buổi tiếp sứ thần Trung Hoa đến yết kiến triều đình.
Suốt thời trị vì của nhà Triều Tiên (1392-1910), các nghi thức thưởng trà vẫn được tiếp nối và được phát triển theo lối tao nhã hơn. Viện "tabang" vẫn duy trì việc tổ chức các lễ trà chính của triều đình. Gia tộc họ Lý và tầng lớp quý tộc thực hiện các nghi lễ đơn giản, có nghi thức hàng ngày và nghi thức dành cho các dịp đặc biệt. Các lễ nghi này được hệ thống thành "Quốc triều ngũ lễ nghi" (Gukjo Oryeui, 國朝五禮儀, 국조오례의) năm 1474.
Nhưng rồi đã xảy ra nhiều vấn đề liên quan đến các đồi trà đã thay đổi rất nhiều quyết định của các quan chức về trà Triều Tiên. Không giống như các đồi trà ở Trung Quốc hay Nhật Bản, khí hậu ở bán đảo Triều Tiên lạnh hơn rất nhiều, còn thời điểm thu hái trà lại ngay trước mùa xuân. Lúc đó, các rừng trà trên núi rất lạnh và nguy hiểm với nhiều thú rừng hoang dã. Tên cổ của trà ở Triều Tiên là "tuyết lục" (설록, "Sulloc", 雪綠), nghĩa là các lá trà non đầu tiên sẽ được thu hái trên những cánh đồng phủ đầy tuyết trên núi. Tình hình này đưa đến nhiều khó khăn suốt thời kỳ Cao Ly và nhà Triều Tiên.
Các đồi trà cũng lại chính là vùng đất màu mỡ thuận lợi cho nông nghiệp và mùa thu hoạch trà và mùa gieo trồng ngũ cốc lại chồng lên nhau. Và vì lợi tức từ trà khá lớn, nông dân sống ở các đồi trà phải cống nạp trà cho vua như một hình thức nộp thuế. Do vậy, thu hoạch và chế biến trà là lý do chính khiến cho lượng lương thực trồng hàng năm bị giảm. Vào thời kỳ Cao Ly, đã có hàng trăm kiến nghị của các lãnh chúa và học giả về chuyện này, ví dụ như của Lý Tề Hiền (Lee Je-hyun- 이제현|) hay của Lý Khuê Báo (Lee Gyu-bo- 이규보). Cuối cùng thì, vào cuối thời Cao Ly, theo như những gì viết trong "YuDuRyuRok(유두유록, 遊頭流錄)", nông dân đã đốt phá các đồi trà để phản đối việc nộp thuế bằng trà. Sau này, dưới triều đại Triều Tiên, đặt nền tảng trên Nho Giáo, viện Tabang vẫn được giữ lại nhưng khối lượng trà sản xuất đã bị hạn chế để bảo đảm cân đối sản phẩm nông nghiệp. Vì lý do này, sự phát triển của ngành sản xuất trà đã bị ngưng trệ trong một thời gian dài. Trừ hoàng gia và tầng lớp Lưỡng ban, văn hóa và nghi thức thưởng trà vẫn chỉ đóng khung ở các khu vực quanh các đồi trà.
Tuy nhiên, vào giữa thời nhà Triều Tiên, dù lượng trà được thưởng thức đã giảm, nhưng các nghi lễ trễ lại đi ngược lại xu hướng này. Theo lời kể lại, thì tướng nhà Minh, Yang Hao, đã tâu với vua Triều Tiên Tuyên Tổ (Seonjo, 1567-1608) rằng suốt thời kỳ bị Nhật Bản chiếm đóng, ông đã phát hiện ra nhiều loại trà chất lượng cao ở Triều Tiên, và "nếu như Hoàng thượng muốn bán trà cho Liêu Đông, người sẽ được hưởng một đồng bạc cho 10 pound trà. Với tất cả số tiền này, người sẽ đủ bạc để nuôi 1 vạn con ngựa". Tuy nhiên, vua đã đáp lại: "Ở nước chúng tôi không có phong tục uống trà".
Đến cuối đời nhà Triều Tiên, xu thế uống trà đã lan đến dân chúng, họ dùng trà cho các ngày lễ liên quan dâng cúng tổ tiên. Nhiều trí thức theo phong trào "học thật" như Đinh Nhược Dong (Jeong_Yak-yong) hay Kim Chánh Hỉ (Kim_Jeong-hui), đã quan tâm đến trà và việc sản xuất trà khi đang bị lưu đày đến sống ở các đồi trà. Họ đã đối ẩm với các nhà sư, những người vẫn gìn giữ văn hóa thưởng trà. Bắt đầu từ thời kỳ Tân La và Cao Ly, các nhà sư đã trồng các đồi trà quanh chùa và truyền lại cho đời sau. Và các nghi lễ trà đạo Phật giáo đã được phát triển trong các ngôi chùa cổ. Và văn hóa này đã ảnh hưởng lên cộng đồng trí thức luôn giữ lễ giáo seonbi và cả các nhà sư đương thời.